# Kevin O'Connor (calciatore 1995)
Kevin Patrick O'Connor (Enniscorthy, 7 maggio 1995) è un calciatore irlandese, difensore del FC Naples.

## Caratteristiche tecniche
È un terzino sinistro.

## Carriera

### Club
Ha disputato 13 incontri nelle qualificazioni di UEFA Europa League con la maglia del Cork City fra il 2015 ed il 2019.

### Nazionale
Ha giocato nelle nazionali giovanili irlandesi Under-17 ed Under-21.

## Palmarès

### Club

#### Competizioni nazionali
- Coppa d'Irlanda: 1

Cork City: 2016
- First Division: 1

Cork City: 2022